# Castell de Vilagelans
El Castell de Vilagelans és un edifici de Gurb (Osona) declarat bé cultural d'interès nacional.

## Descripció
En aquest lloc hi hagué el castell de Vilagelans. Sobre ell es va aixecar un casal de planta quadrada amb torrelles al segle xvi, amb la capella de Santa Fe a la vora, de planta romànica tot i que molt transformada. L'any 1920 es construí un cos annex amb torre central.

## Història
Fortalesa. Documentat el 1012.
La família Vilagelans és documentada des del 999. Foren senyors del terme de Sant Llorenç de Munt. El 1012 l'arxilevita Seniofred llega "ipsa mea torre quod est in villa Igilanus" al bisbe de Vic. L'any 1059 va ser cedida a Ponç de Cabrera. Els senyors útils del castell foren els Vilagelans, que eren castlans del castell de Gurb.